# S1 No. 1 Style
S1 No. 1 Style (jap. エスワン ナンバーワンスタイル, zapis stylizowany S1 NO.1 STYLE) – japońska firma produkująca filmy dla dorosłych, znana jako S1 (jap. エスワン), założona w 2004 roku z siedzibą w tokijskiej dzielnicy Meguro jest wewnętrznym producentem grupy WILL Co., Ltd.
Studio S1 weszło do branży z hasłami „Aktorka Klasy S” i „Girigiri Mozaiku”.

## Historia
S1 uruchomione zostało jako własna wytwórnia Hokuto po MOODYZ, a jej otwarcie zostało ogłoszone w październikowych wydaniach różnych magazynów w 2004 roku.
Strona internetowa studia została uruchomiona 30 czerwca 2004 roku. Tymczasem w listopadzie tego samego roku ukazały się pierwsze filmy, w którym wystąpiły idolki AV - Sola Aoi, Alice Ogura i Ruka Ogawa, a także osiem nowych aktorek, które zadebiutowały jako debiutantki - MEW, Mami Hayasaki, Kaya Yonekura, Chihiro Hara, Kanan Kawai, Akane Mochida, Rin Hino and Misato Shiraishi.
Wszystkie japońskie filmy dla dorosłych są cenzurowane poprzez mozaikowanie obszaru genitaliów, ale pod koniec 2004 roku studio S1 przeszło z konwencjonalnej mozaiki analogowej na cienką mozaikę cyfrową nazwaną „Girigiri Mozaiku” (ギリギリモザイク), wyprzedzając swoich konkurentów. Nakręcony przez studio w 2004 roku film „Seru Hatsu Aoi Sora Girigiri Mozaiku” (セル初 蒼井そら ギリギリモザイク), w którym wystąpiła Sola Aoi, okazał się hitem, sprzedając się w łącznym nakładzie 100 000 egzemplarzy.
W konkursach AV Open 2006 i 2007 opartych na sprzedaży filmy S1 zajęły pierwsze miejsce w obu latach. Podczas rozdania nagród Vegas Night 2007, film S1, „ハイパー×ギリギリモザイク×4時間 ハイパーギリギリモザイク” (ONED-841), zdobył nagrodę dla najlepszego filmu, a aktorki S1 zajęły cztery pierwsze miejsca w kategorii najlepsza aktorka z Akiho Yoshizawa na czele.
W 2008 roku produkcja S1 została nominowana do nagrody (na podstawie sprzedaży i głosów fanów) podczas AV Grand Prix 2008 i wygrała GrandPrix Stage dla najlepszego filmu, najlepszego projektu opakowania, nagród prasowych i dealerskich. Studio zdominowało również AV Grand Prix w 2009 roku, zdobywając Grand Prix, a także nagrodę za sprzedaż DVD, nagrodę dla sprzedawcy detalicznego, nagrodę za najlepszy projekt opakowania i nagrodę dla najlepszej aktorki za „Wギリモザ Rioとゆま” (AVGL-109).
We wrześniu 2009 roku od filmu „レ●プ×ギリモザ 犯●れた女教師2 無情編 吉沢明歩” (SOE-258) z Akiho Yoshizawą w roli głównej S1 rozpoczęło produkcję filmów w formacie Blu-ray.
22 stycznia 2010 roku odbył się wspólny projekt All Japan Pro Wrestling i S1, „S1 NO.1 STYLE×全日本プロレス エスワン5周年記念大会 合体” z okazji piątej rocznicy powstania studia.
W czerwcu 2010 roku S1 stało się pierwszym japońskim studiem AV produkującym filmy 3D. Pierwszy film, „3D×佳山三花 立体映像で魅せる極上BODYセックス” (SOE-404), z Miką Kayamą w roli głównej, został wydany 7 czerwca, a drugi, „3D×麻美ゆま 立体映像で魅せる極上BODYセックス” (SOE-402), z Yumą Asami 19 czerwca.
Jedna z najpopularniejszych w branży aktorek filmów dla dorosłych, Yua Mikami, dołączyła do S1 w 2016 roku po opuszczeniu grupy idolek SKE48. Dołączenie Mikami do S1 nie tylko znacznie zwiększyło popularność studia na rynku japońskim, ale także przyciągnęło dużą międzynarodową publiczność.